# مجلس نواب أوريغون
مجلس نواب أوريغون (بالإنجليزية: Oregon House of Representatives)‏ هو مجلس النواب التشريعي لولاية أوريغون الأمريكية، يقع المقر الرئيسي له في سايلم، وهو المجلس الأدنى في مجلس أوريغون التشريعي.

## طالع أيضًا
- مجلس أوريغون التشريعي